# Templetonia neglecta
Templetonia neglecta är en ärtväxtart som beskrevs av James Henderson Ross. Templetonia neglecta ingår i släktet Templetonia och familjen ärtväxter. Inga underarter finns listade i Catalogue of Life.